# Joe B. Neilands
John "Joe" Brian Neilands (Glen Valley, Columbia Británica, 11 de septiembre de 1921-23 de octubre de 2008) fue un bioquímico estadounidense nacido en Canadá y profesor de bioquímica en la Universidad de California, Berkeley, donde enseñó desde 1951 hasta su jubilación en 1993.

## Biografía

### Origen familiar y Formación superior
Hijo de Thomas Abraham Neilands y Mary Rebecca Neilands, ambos inmigrantes de Irlanda del Norte. Se licenció en la Universidad de Guelph en 1944, realizó una maestría en la Universidad de Dalhousie en 1946 y su Ph.D. de la Universidad de Wisconsin-Madison en bioquímica en 1949. Tras completar una beca postdoctoral en el Instituto Karolinska en Estocolmo.

### Actividad docente
En 1951 comenzó a trabajar en la facultad de la Universidad de California, Berkeley como profesor asistente, donde permaneció hasta su jubilación en 1993. En 1958 obtuvo una Beca Guggenheim con la que tuvo la oportunidad de estudiar en Londres, Copenhague y Viena. En 1974 fue nombrado profesor honorario en la Universidad Nacional Mayor de San Marcos en Perú. Uno de sus estudiantes de doctorado fue Kary Mullis, quien recibió un Ph.D. bajo su supervisión en 1973 y ganó un Premio Nobel de Química en 1993.

### Investigación
Su principal área de investigación fue el transporte de hierro microbiano. Sus primeras investigaciones (desde 1950 hasta 1952) se centraron en las enzimas, incluido el aislamiento del citocromo C de diferentes fuentes, y en la identificación de sus propiedades. En 1957, fue el primero en notar que el ferricromo podría actuar como un agente de transporte de hierro.

### Publicaciones
En 1958, Neilands y su colega Paul K. Stumpf fueron coautores de un libro de texto, Contornos de química enzimática, que se ha llamado "seminal". También escribió el libro Cosecha de la muerte, publicado en 1971, en el que se discutían los supuestos peligros de los herbicidas y defoliantes.

### Activismo político
Neilands era muy activo en la política; en particular, en la década de 1950, luchó con éxito para evitar que Pacific Gas and Electric Company construyera un reactor nuclear en Bodega Bay. A fines de la década de 1960, se postuló, sin éxito, para el Concejo Municipal de Berkeley. También protestó contra la guerra de Vietnam y la guerra del Golfo en el campus de la Universidad de California en Berkeley.

### Muerte
Falleció el 23 de octubre de 2008 a los 87 años, después de luchar brevemente contra una rara forma de tuberculosis.